# Písně o lásce a pravdě
Písně o lásce a pravdě (češko dobesedno Pesmi o ljubezni in pravici) je deseti studijski album češke skupine Banjo Band iz leta 2000.

## Seznam skladb
| Št. | Naslov                     | Dolžina |
| --- | -------------------------- | ------- |
| 1.  | „Pražská mešita‟           | 2:28    |
| 2.  | „Hucul‟                    | 2:50    |
| 3.  | „Zlá baba‟                 | 2:03    |
| 4.  | „Manekýnka‟                | 3:04    |
| 5.  | „Když si chlapce hledám‟   | 2:25    |
| 6.  | „Vylučování‟               | 2:00    |
| 7.  | „Pět poslanců‟             | 2:19    |
| 8.  | „Pojeď, Vašku, na Aljašku‟ | 2:28    |
| 9.  | „Zaražené Brdy‟            | 3:01    |
| 10. | „V hotelu King‟            | 2:37    |
| 11. | „Tramvajácká‟              | 2:33    |
| 12. | „Ráno, ráno, raníčko‟      | 2:22    |
| 13. | „Ruská trojka‟             | 2:08    |
| 14. | „Silnice je dlouhá nit‟    | 2:18    |
| 15. | „Samanta‟                  | 2:27    |
| 16. | „Banjo hraje Benjamin‟     | 2:53    |
| 17. | „Dvacetinozka‟             | 2:37    |
| 18. | „Titanic‟                  | 2:27    |
| 19. | „Vysoké Mýto‟              | 2:49    |
| 20. | „V country klubu‟          | 2:52    |

## Zasedba
- Ivan Mládek – vokal, banjo, kitara
- Miroslav Durst – kitara
- Václav Dědina – tuba, kontrabas
- Lenka Plačková – vokal
- Michal Pálka – klarinet
- Miloslav Totter – orglice
- Zdeněk Kalhous – klavir, orgle
- František Kacafírek – violina
- Lenka Šindelářová – vokal
- Tomáš Procházka – bobni
- Jan Antonín Pacák – kazoo, orglice, perilnik
- Vítězslav Marek – kitara, banjo, trobenta
- Ivo Pešák – vokal
- Jan Mrázek – vokal, perilnik

## Kontroverzija pesmi »Pražská mešita«
Med begunsko krizo leta 2015 je pesem »Pražská mešita« (Praška mošeja), ki sarkastično govori o tem, kako češki način življenja ni združljiv z islamom, postala zelo priljubljena med nasprotniki beguncev. Ivan Mládek je v intervjuju za češki časopis Blesk dejal:
Pesem je služila le kot spremljava enemu od naših zabavnih televizijskih posnetkov in moti me, da jo nekdo po dvajsetih letih izkoplje in politično uporabi v današnjih razgretih časih. To se je zgodilo tudi mojemu štiridesetletnemu »Jožinu z Bažin« in zaradi tega zdaj ne smem čez rusko mejo. Sicer pa nimam nič proti muslimanskim migrantom in tudi praške džamije ne bi imel proti. Kot nevernika me ne moti katoliška cerkev v vsaki vasi, zakaj bi me potem motila ena mošeja.— https://www.blesk.cz/clanek/celebrity-ceske-celebrity/349604/ze-stareho-mladkova-hitu-o-islamu-udelali-hymnu-proti-uprchlikum-zpevak-se-hodne-zlobi.html